# Club Nacional (Lima)
El Club Nacional es una asociación civil peruana ubicada en la plaza San Martín dentro del centro histórico de la ciudad de Lima. Fundado el 19 de octubre de 1855, ha sido el centro de reunión de la élite política, económica y social del Perú a lo largo del siglo XIX y del siglo XX por ser sus socios miembros de las familias más adineradas de ese país.
En su tipo, ha sido considerado como uno de los diez mejores y más elegantes clubes del mundo por sus instalaciones, acervo bibliográfico y servicios.

## Historia
El Club Nacional fue fundado por 81 socios, jóvenes miembros de las familias limeñas pertenecientes a la oligarquía, el 19 de octubre de 1855 durante el gobierno provisorio de Ramón Castilla. La institución fue establecida basada en los clubes de caballeros británicos que se fundaron durante el siglo XVIII en Londres, principalmente en el barrio de St James's conocido como Clubland, y crecieron en popularidad durante el siglo XIX. Estos centros sociales fueron frecuentados por su primer presidente Gaspar de la Puente y Remírez de Laredo, quien provenía de una familia que formaba parte de la aristocracia colonial y vivió en Europa durante un periodo de su juventud.
Su primer local institucional estuvo ubicado en unos departamentos alquilados de los altos del Hotel del Universo en la esquina del Portal de San Agustín con la calle de Lártiga, cuyo propietario era el ciudadano francés Estanislao Courtheoux, emplazado en la Plazuela del Teatro donde se encuentra el Teatro Segura dentro del centro histórico de Lima.
De aquel local, pasó en 1859 a instalarse en una residencia en la calle Valladolid, cuya propiedad era del socio José Herce y Santiago. En 1865, se trasladó a la cuadra contigua en la esquina de las antiguas calles Piedra y La Palma, ocupando los altos de una casa solariega que había pertenecido a los condes de Fuente González y de Villar de Fuentes, y que luego fue propiedad de la familia Ortiz de Villate. El club funcionó algunos años en esta casa, la cual fue posteriormente adquirida por el civilista Agustín Tovar y Aguilar. Hoy, la propiedad es conocida como Casa Barbieri.
Luego, en 1869 la institución pasó a su cuarto local instalado en la esquina del Portal de Botoneros y la calle Mercaderes en la Plaza de Armas, donde después se ubicaría el Phoenix Club. En este local, los socios del club fueron testigos presenciales del desenlace de la rebelión de los hermanos Gutiérrez en 1872 y luego de los acontecimientos de la Guerra del Pacífico y la ocupación chilena de Lima. Posteriormente, entre 1891 y 1895, la institución se instaló en su quinto local en los altos de la actual Casa O'Higgins en la calle de Espaderos en el Jirón de la Unión, cuya propiedad era del socio Ignacio de Osma y Ramírez de Arellano y donde había habitado previamente hasta su muerte en 1842 el prócer de la independencia Bernardo O'Higgins. El club acogió brevemente en este local a los socios del Club de la Unión, luego de que tropas del general Andrés Avelino Cáceres asaltaran y saquearan la sede de esa institución durante los eventos de la guerra civil peruana de 1894-1895.
En 1895, el club se ubicó en un palacete en la calle de Núñez, propiedad de Ernesto Puccio, ubicado dentro del Cercado de Lima. El traslado a este local significó un período de consolidación del club, el cual se materializó en el uso de un solar completo por primera vez. Finalmente, en 1929, se estableció en su local propio definitivo frente a la plaza San Martín, sobre los cimientos de una casona que pertenecía a Guillermo Tálleri Rainieri y que antiguamente había sido de la familia Silva Santisteban.
Varias figuras importantes han pertenecido a esta organización, entre ellos 17 presidentes y figuras militares que participaron en el Combate del Callao, en la campaña naval de 1879, en las trincheras de San Juan y Miraflores, en la batalla de Huamachuco, en el conflicto del Putumayo de 1911 y en el Zarumilla de 1941. Asimismo, el club fue el principal centro de reunión todos los jueves por la tarde de los veinticuatro amigos, grupo de la oligarquía perteneciente al Partido Civil que dirigió el país durante la República Aristocrática.

## Local institucional
El actual local del club fue construido al lado del Teatro Colón y sobre el emplazamiento de una pequeña plazoleta llamada “de la Micheo” ubicada entre las antiguas calles de Belén e Iturrizaga, cuyos terrenos hoy forman parte de la plaza San Martín, una de las plazas principales del centro histórico de Lima inaugurada por el presidente Augusto B. Leguía en 1921 durante las celebraciones por el Centenario de la Independencia del Perú.
El diseño y los planos fueron encargados al arquitecto polaco Ricardo de Jaxa Malachowski y al ingeniero Enrique Bianchi. En la primera etapa de construcción del edificio intervino la célebre firma neoyorquina The Foundation Company y posteriormente Malachowski asumió la administración de la obra en forma directa, la cual fue concluida en 1929. El ingeniero Bianchi falleció a inicios de 1928 antes de ver culminada la obra.
Este edificio de estilo académico francés se ubica actualmente frente a la plaza San Martín, en el lado oeste en la esquina del Portal de Zela con el Jirón de la Unión. Por su valor arquitectónico, ha sido declarado monumento histórico integrante del Patrimonio Cultural de la Nación.
Frente a este local fue asesinado en 1935 Antonio Miró Quesada de la Guerra, director del diario El Comercio, junto a su esposa María Laos Argüelles por un joven aprista, cuando ambos iban a pie desde el Hotel Bolívar a almorzar al club. Asimismo, este local fue víctima de un atentado perpetuado por militantes del MIR en 1965  y otro llevado a cabo por miembros del MRTA en 1986.

## Expresidentes
La siguiente lista detalla los socios que han ejercido la presidencia del club desde su fundación en 1855:
| Presidente                              | Período   |
| --------------------------------------- | --------- |
| Gaspar de la Puente y Remírez de Laredo | 1855-1860 |
| José Antonio Barrenechea y Morales      | 1860-1863 |
| Enrique de Armero Campos                | 1863-1866 |
| Francisco Rosas Balcázar                | 1866-1870 |
| Miceno Espantoso y Oramas               | 1870-1874 |
| Dionisio Derteano y Echenique           | 1875-1876 |
| Ignacio de Osma y Ramírez de Arellano   | 1876-1879 |
| Dionisio Derteano y Echenique           | 1884-1888 |
| Rafael Canevaro y Valega                | 1888-1890 |
| Ignacio de Osma y Ramírez de Arellano   | 1890-1893 |
| Enrique Barreda y Osma                  | 1893-1896 |
| Ricardo Ortiz de Zevallos y Tagle       | 1896-1897 |
| Manuel María Gálvez Egúsquiza           | 1897-1899 |
| Luis Bryce de Vivero                    | 1899-1901 |
| Manuel Yrigoyen Arias                   | 1901-1902 |
| Pedro Gallagher Robertson               | 1902-1905 |
| Felipe Pardo y Barreda                  | 1905-1906 |
| Domingo Olavegoya Yriarte               | 1906      |
| Juan Pardo y Barreda                    | 1906-1908 |
| Mariano Ignacio Prado Ugarteche         | 1909-1912 |
| Amador del Solar Cárdenas               | 1912-1913 |
| Luis Pardo y Barreda                    | 1913-1915 |
| Mariano Ignacio Prado Ugarteche         | 1915-1917 |
| Ántero Aspíllaga Barrera                | 1917-1919 |
| Manuel Vicente Villarán Godoy           | 1919-1921 |
| Pedro de Osma y Pardo                   | 1921-1922 |
| Felipe de Osma y Pardo                  | 1922-1924 |
| Antonio Graña de los Reyes              | 1924-1927 |
| Lizardo Alzamora Mayo                   | 1927-1928 |
| Carlos Zavala Loayza                    | 1927-1929 |
| Demetrio Olavegoya Marriot              | 1929-1931 |
| Luis Rey Melgar                         | 1930-1931 |
| Manuel Yrigoyen Diez Canseco            | 1931-1933 |
| Augusto Wiese Eslava                    | 1933-1934 |
| Carlos Zavala Loayza                    | 1934-1936 |

| Presidente                          | Período   |
| ----------------------------------- | --------- |
| Carlos Palacios Villacampa          | 1936-1938 |
| Francisco Echenique y Bryce         | 1938-1940 |
| Hernando de Lavalle y García        | 1940-1942 |
| Manuel Gallagher Canaval            | 1942-1944 |
| Héctor García y Lastres             | 1944-1946 |
| Luis Gallo Porras                   | 1946-1948 |
| Waldemar Schröder y Mendoza         | 1948-1950 |
| Daniel Olaechea y Olaechea          | 1950-1952 |
| José Quesada Larrea                 | 1952-1954 |
| Miguel Mujica Gallo                 | 1954-1957 |
| Alberto Quesada Larrea              | 1957-1959 |
| José Bentín Mujica                  | 1959-1961 |
| Armando Revoredo Iglesias           | 1961-1963 |
| Antonio Graña Garland               | 1963      |
| Felipe de Osma y Porras             | 1963-1965 |
| Miguel Mujica Gallo                 | 1965-1967 |
| Diomedes Arias Schreiber del Busto  | 1967-1969 |
| Armando Revoredo Iglesias           | 1969-1971 |
| Miguel Mujica Gallo                 | 1971-1974 |
| César Barrios Canevaro              | 1974-1976 |
| Víctor Aspíllaga Delgado            | 1976-1978 |
| Fernando Carrillo de Albornoz Barúa | 1978-1980 |
| Miguel Mujica Gallo                 | 1979-1981 |
| Augusto Felipe Wiese de Osma        | 1981-1984 |
| César Aramburú Raygada              | 1984-1986 |
| Eduardo Freundt Dalmau              | 1986-1987 |
| Felipe de Osma Elías                | 1987-1988 |
| Fernando Ortiz de Zevallos Basadre  | 1988-1990 |
| Jaime García Ribeyro Dañino         | 1990-1992 |
| Francisco Moreyra García            | 1992-1994 |
| Óscar Berckemeyer Pérez-Hidalgo     | 1994-1996 |
| César del Río Málaga                | 1996-1998 |
| Mario Brescia Cafferata             | 2000-2002 |
| José Miguel Morales Dasso           | 2012-2014 |